# Sivoglavi kivi
Sivoglavi kivi (lat. Apteryx rowi) je član porodice kivija.
Znanosti je postao poznat tek 2003. kada je prvi put opisan. Pripada komplesku vrsta mrkog kivija i morfološki je jako sličan drugim vrstama tog kompleksa. Pronađen je u ograničenom području Okarito šume na zapadnoj obali Južnog otoka na Novom Zelandu. 29. lipnja 2010. tri para su uvedena na otok Blumine kao dio programa gniježdenja.
Ima populaciju od samo 300-tinjak jedinki. Neke jedinke mogu doživjeti starost čak i do 100 godina. Ženka postavlja do tri jaja, svako jaje u različito gnijezdo. I mužjak i ženka inkubiraju jaja. Jaje je veliko, oko 20% težine ženke. Većina parova je monogamna, ostane skupa cijeli život.

## Vanjske poveznice
|  | Zajednički poslužitelj ima još gradiva o temi Apteryx rowi |
|  | Wikivrste imaju podatke o taksonu Apteryx rowi             |